# 압두할림 나자르조다
압두할림 미르조 나자르조다(타지크어: Абдуҳалим Мирзо Назарзода, 1964년 1월 1일 ~ 2015년 9월 16일)는 타지키스탄의 정치인, 군인이다.
1983년부터 1985년까지 소련군에서 복무했으며 2005년부터 2007년까지 타지키스탄 육군 제1부사령관을 역임했다. 2007년부터 2014년까지 타지키스탄 보안청에서 근무했고 2014년 1월에는 타지키스탄 국방부 차관으로 임명되었다. 2015년 9월 4일에 나자르조다를 지지하던 세력과 타지키스탄 정부군 간의 폭력 사태가 일어난 책임을 물어 해임당했고 2015년 9월 16일 타지키스탄 내무부 산하 군대에 의해 사살되었다.

## 같이 보기
- 타지키스탄 내란